# متحف ماري باز
متحف ماري باز هو متحف للشمع في دير القمر في لبنان، يروي المتحف تاريخ لبنان منذ عام 1512 من خلال تماثيل من الشمع لشخصيات تاريخية، يقع المتحف داخل قصر الأمير فخر الدين المعني الثاني، ويحتوي القصر على تماثيل 80 شخصية سياسية وتاريخية وأدبية وفنية في تاريخ لبنان من العام 1512 حتى اليوم.

## تأسيس المتحف
اقتتح سمير باز المتحف، فقصد متحف غرافان في فرنسا عام 1995، واتفق مع إدارته على مباشرة المشروع. وبدأ العمل الفعلي في أوائل 1996، وقام عشرة نحاتين فرنسيين بصنع تماثيل لأكثر من 60 شخصيّة في فرنسا مقابل نصف مليون جنيه، واستخدموا في صناعتها «الفيبر غلاس» والشمع، ثمّ قام بشحنها إلى لبنان، وقام بتحويل قصر الأمير فخر الدين المعني الثاني - الذي ورثه عن والده والذي يعود إلى القرن السادس الميلادي - إلى متحف الشمع، وأُطلق عليه اسم (ماري باز)، ويعتبر فن العمارة فيه من طراز الخان، ويتألف من مستوى واحد للسكن، وطابق آخر حول دار داخلية مبلَّطة. وقد عمل فريق مختص من لبنان والخارج على وضع ديكور القصر، حيث بلغت كلفته 200 ألف دولار. وافتتح المتحف في 21 يوليو 1997 في دير القمر بحضور رئيس الوزراء اللبناني إلياس الهراوي.

## محتويات المتحف
يتضمن المتحف حوالي ثمانين تمثال من الشمع لشخصيات تاريخية لبنانية، مثل: الأمسر فخر الدين المعني، والشاعر الفرنسي لامارتين، إضافة إلى سياسيين لبنانيين راحلين مثل: كمال جنبلاط، كميل شمعون، وعدد من الفنانين مثل ماجدة الرومي، وأعمال للرؤساء اللبنانيين مثل: إلياس الهراوي ونبيه بري ورفيق الحريري وإميل لحود، وغير ذلك من الشخصيات.
تبلغ كلفة التمثال الواحد عشرين ألف دولار، ويتناوب على العمل فيه ولمدة تتجاوز الخمسة أسابيع فريق عمل يعمل أفراده أيضًا في متحف الشمع الفرنسي.

## معرض الصور

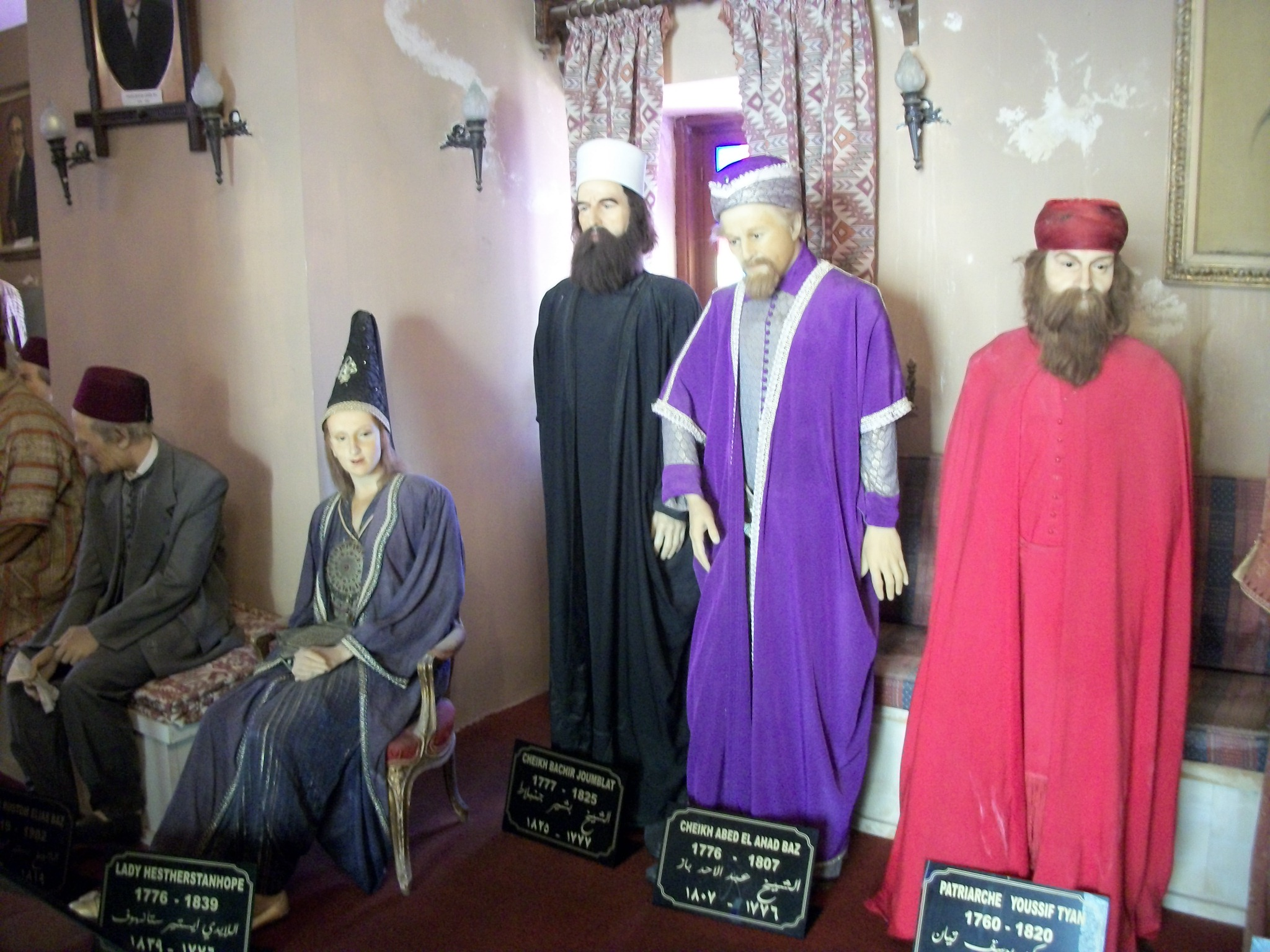
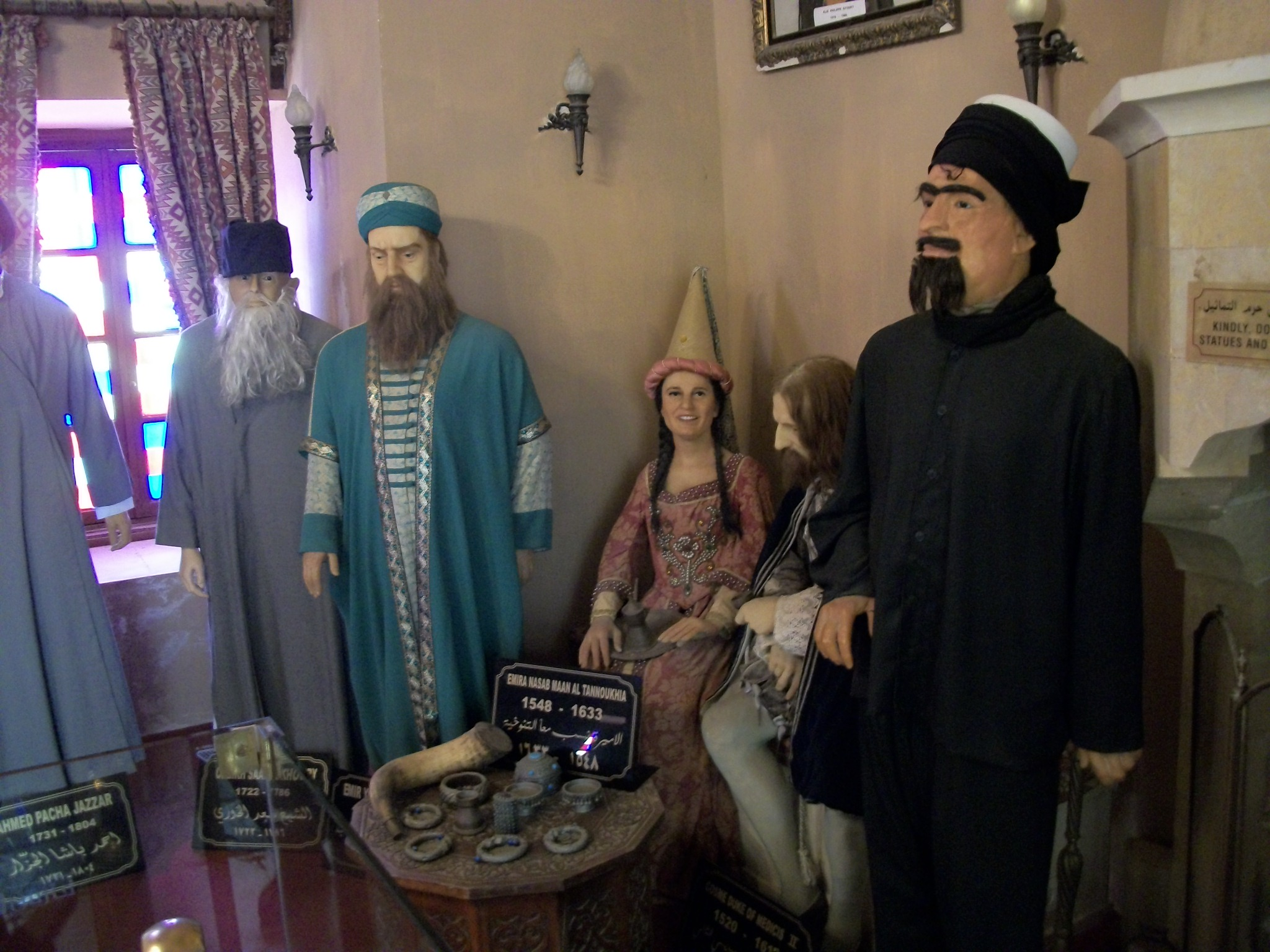
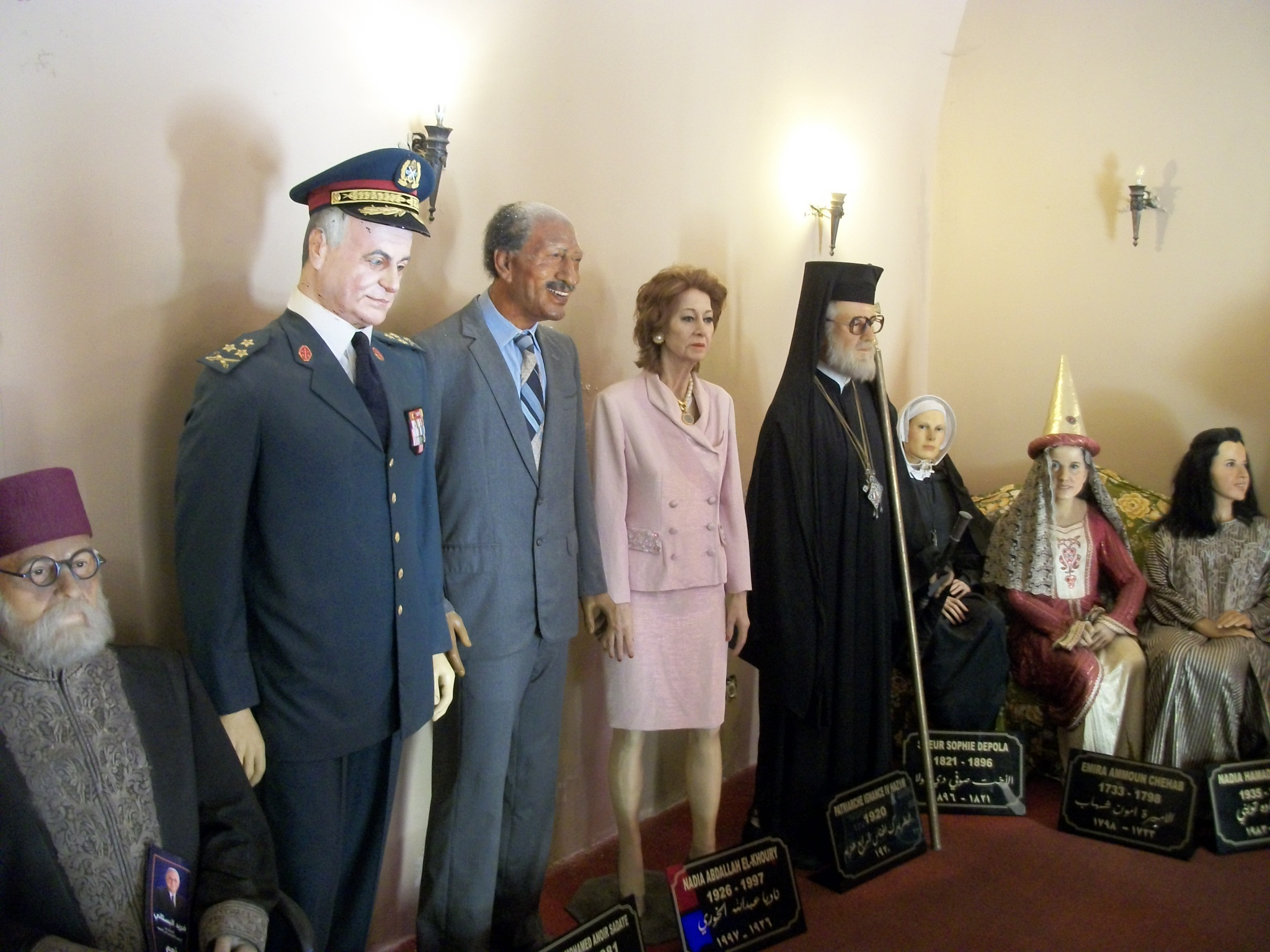